# Beyond Appearances
Beyond Appearances es un álbum de estudio de Santana, publicado en 1985 por Columbia Records.

## Lista de canciones

### Lado A
1. "Breaking Out" (Alphonso Johnson, Alex Ligertwood) – 4:30
2. "Written in Sand" (Mitchell Froom, Jerry Stahl) – 3:49
3. "How Long" (Robbie Patton) – 4:00
4. "Brotherhood" (Sancious, Carlos Santana, Chester D. Thompson) – 2:26
5. "Spirit" (Johnson, Ligertwood, Raul Rekow) – 5:04

### Lado B
1. "Say It Again" (Garay, Goldstein, Lapeau) – 3:27
2. "Who Loves You" (Santana, Thompson, Vilato) – 4:06
3. "I'm the One Who Loves You" (Curtis Mayfield) – 3:17
4. "Touchdown Raiders" (Santana) – 3:08
5. "Right Now" (Ligertwood, Santana) – 5:58

## Créditos
- Carlos Santana – guitarras, voz
- Alphonso Johnson – bajo
- Chester D. Thompson – sintetizadores
- David Sancious – guitarras, teclados
- Chester Cortez Thompson – batería
- Greg Walker – voz
- Alex Ligertwood - voz, guitarra
- Bryan Garofalo - bajo
- Steve Goldstein - teclados
- Craig Krampf - batería
- Armando Peraza - bongos, percusión
- Orestes Vilato - timbales, percusión
- Mitchell Froom - sintetizador de cuerdas
- Raul Rekow - congas, voz
- David Adelstein - sintetizadores
- John Woodhead - guitarras
- Anthony LaPeau - coros
- Craig Hull - guitarras
- F. Bob Getter - bajo